# اینیا میهای
اینیا میهای (انگلیسی: Enea Mihaj؛ زادهٔ ۵ ژوئیهٔ ۱۹۹۸) بازیکن فوتبال اهل آلبانی است.
از باشگاه‌هایی که در آن بازی کرده‌است می‌توان به باشگاه فوتبال پانتولیکوس اشاره کرد.
وی همچنین در تیم‌های ملی فوتبال زیر ۲۱ سال آلبانی و آلبانی بازی کرده‌است.